# Ioan N. Radu
Ioan N. Radu (n. 15 septembrie 1935, Târgoviște – d. 3 noiembrie 2017) a fost un profesor român, maestru emerit al sportului în rachetomodelism (en), scriitor și jurnalist.

## Studii
Între 1942–1953 a urmat școala primară și Școala Tehnică de Petrol din Târgoviște. Și-a completat ciclul liceal la Liceul „Ienăchiță Văcărescu”, unde și-a luat bacalaureatul în 1955. În continuare, a urmat cursurile Facultății de Matematică-Fizică a Universității din Timișoara, absolvită în 1959.

## Activitate
Din 1959 a fost profesor la Liceul „Grigore Alexandrescu” din Târgoviște, unde a predat matematica și fizica. În 1977 acesta a devenit Liceul Industrial de Transporturi Auto, iar Ioan N. Radu a fost directorul său între 1984–1990. Între 1975–1983 a fost inspector școlar de specialitate, iar între 1990–1993 inspector general al Inspectoratului Școlar Dâmbovița. După 1993 a fost director al Casei Corpului Didactic din Târgoviște până în 1997, când s-a pensionat. După pensionare și-a continuat activitatea de îndrumare sportivă în același liceu, devenit Colegiul Național „Constantin Carabella”.
A fost atras de aeromodelism în 1949, iar de rachetomodelism în 1957. În 1972 a câștigat titlul de campion european la rachetomodelism în Cehoslovacia și de campion la prima ediție a campionatului mondial de rachetomodelism, organizată în Iugoslavia, performanțe în urma cărora a primit titlul de maestru emerit al sportului. A deținut 5 recorduri mondiale și 16 recorduri naționale.A inclus rachetomodelismul românesc ca ramură de specialitate a Federației Române de Modelism. Este considerat de către Comisia Internațională de Aeromodelism (CIAM) din cadrul Federației Aeronautice Internaționale ca fiind unul dintre cei mai activi promotori ai acestei discipline sportive la nivel mondial. A participat la competiții și alte evenimente de profil organizate de CIAM în Federația Rusă, Kazahstan, Elveția.

## Publicații
Este fondator și coordonator al revistei Astronautica din Târgoviște și autor a numeroase volume dedicate astronauticii, precum:
- Rachetomodele (1972, ed. a 2-a 1977)[2]
- Dicționar de astronautică (1974, vol. 1, 1975, vol. 2)[7]
- ABC rachetomodelistic (1976)[2]
- Contribuții privind istoria rachetei în România (1997)[2]
- Istoria astronauticii românești. De la începuturi până la primul război mondial (2000)[2]
- Evoluția rachetei în România. Manuscrisul Conachi. Sec. al XVIII-lea (2002)[2]
- Mic dicționar enciclopedic de astronautică (2003)[7]
- Istoria astronauticii românești. Secolul XX (2006)[2]
- Istoria astronauticii în România (2006)[2]
- Rachetomodelismul internațional (2010)[2][6]
- World Space Modelling  (2011)[2]
- Rachetomodelismul în România (2012)[2]
- Half Century of World Space Modelling (2012)[2]
- Aeronautica în România de la începuturi până în prezent (2015), Ed. Bibliotheca

De asemenea, a colaborat la revistele Gazeta Matematică și Fizică, Revista de Fizică și Chimie, Sport și Tehnică și Modelism.

## Onoruri
- Diploma „Paul Tissandier (en/fr)”, acordată de FAI (en) la 10 octombrie 2003[2]
- Diploma aniversară „50th Anniversary of FAI Space Modelling”, acordată de FAI la 23 aprilie 2012[2][6]
- Cetățean de onoare al Târgoviștei (2000).[2][8]